# Zamach na lotnisku w Stambule (2016)
Zamach na lotnisku w Stambule – zamach, który miał miejsce na międzynarodowym lotnisku Stambuł-Atatürk w Turcji, w dniu 28 czerwca 2016 roku. W zamachu zginęło 48 osób, a co najmniej 239 osób zostało rannych.

## Ofiary zamachu
| Państwo          | Liczba zabitych |
| ---------------- | --------------- |
| Turcja           | 29              |
| Arabia Saudyjska | 6               |
| Jordania         | 3               |
| Uzbekistan       | 2               |
| Irak             | 2               |
| Chiny            | 1               |
| Iran             | 1               |
| Kirgistan        | 1               |
| Rosja            | 1               |
| Tunezja          | 1               |
| Ukraina          | 1               |
| Razem            | 48              |